# Giannitsa
Giannitsa (græsk: Γιαννιτσά Giannitsa (græsk: Γιαννιτσά) er den største by i den regionale enhed Pella og hovedbyen i kommunen Pella , i periferien Centralmakedonien i det nordlige Grækenland.
Giannitsa hr et areal på 208,1 km2, og en befolkning på 31.983 mennesker (2011). Den omfatter de omkringliggende landsbyer (Mesiano, Melissi, Pentaplatanos, Archontiko, Ampelies and Damiano). Byen ligger i midten af Makedonien mellem Mount Paiko og Giannitsa-sletten, og er det økonomiske, kommercielle og industrielle centrum for Pella regional enhed. Europavej E86 (Græsk nationalvej 2) løber langs den sydlige del af byen.
Den tidligere lavvandede, sumpede Giannitsa-sø eller (antikke) Loudias-sø, der blev forsynet af Loudias-floden og ligger syd for byen, blev drænet i 1928-1932 af New York Foundation Company. Det omkringliggende sumpområde blev undertiden kaldt Borboros, slim eller Borboros Limen. 
Omkring 7 km fra Giannitsa ligger ruinerne af det antikke Pella, fødested for Alexander den Store og hovedstad i det antikke Makedonien. Byen ligger 48 km fra Thessaloniki.